# 안덕해
안덕해(중국어 정체자: 安德海 안더하이[*], 안더하이, 1844년 2월 29일 ~ 1869년 9월 12일)는 중국 청나라의 환관(宦官)이다.

## 생애
비천한 한족 집안의 사생아로 출생한 그는 5세 때였던 1849년 환관(宦官)으로 첫 입문하여 이후 함풍제(咸豊帝)와 그의 후궁 서태후(西太后)를 모두 주인이자 주군으로 섬기었으나 1869년 독직죄가 적용되어 끝끝내 서태후의 압력으로 파직에 처해지고 청나라 산둥성 지난에 유배되어 그곳에서 참수 사형 집행되었다.

## 문학 작품에서 묘사 표현된 안덕해
일본 소설가 아사다 지로의 장편역사소설 작품이기도 한 《창궁의 묘성》에서는 안덕해가 주인공 이춘운의 스승으로 등장한다. 소설 속에서 안덕해는 사형 직전에 뇌물을 써서 간신히 목숨을 건진 뒤에 환관들이 모여 사는 곳에서 구걸을 하며 사는 것으로 나온다.